# Національна дорога 26 (Польща)
Національна дорога № 26 (пол. Droga krajowa nr 26, DK26) — національна дорога класу G у південно-західній частині Західнопоморського воєводства, довжиною приблизно 51 км. Пролягає від кордону з Німеччиною в Крайніку Дольному до села Реніце поблизу Мислібуж.

## Допустиме навантаження на вісь
З 13 березня 2021 року на дорогах дозволено рух транспортних засобів з навантаженням на одну ведучу вісь до 11,5 тонн.

### До 13 березня 2021 року
Раніше на автомобільну дорогу державного значення № 26 діяли обмеження щодо допустимого навантаження на одну вісь:
| Знак | Допустиме навантаження | Ділянка |
| ---- | ---------------------- | --- |
| DK26 | до 10 тонн             | - державний кордон — Крайник Дольний — Хойна (вул. Барвицька 31) - Мислібуж 128 — 3 (розв'язка «Myślibórz») |
| DK26 | до 8 тонн              | Хойна (31 ul. Barwicka) — Рув — Мислібуж 128                                                                |

## Важливі міста вздовж маршруту DK26
- Крайник-Дольни — кордон з Німеччиною
- Хойна (DK31)
- Тшцинсько-Здруй
- Рув
- Ґолениці
- Мислібуж (DK23)
- Рениці (S3)